# Tiro con arco en Bután

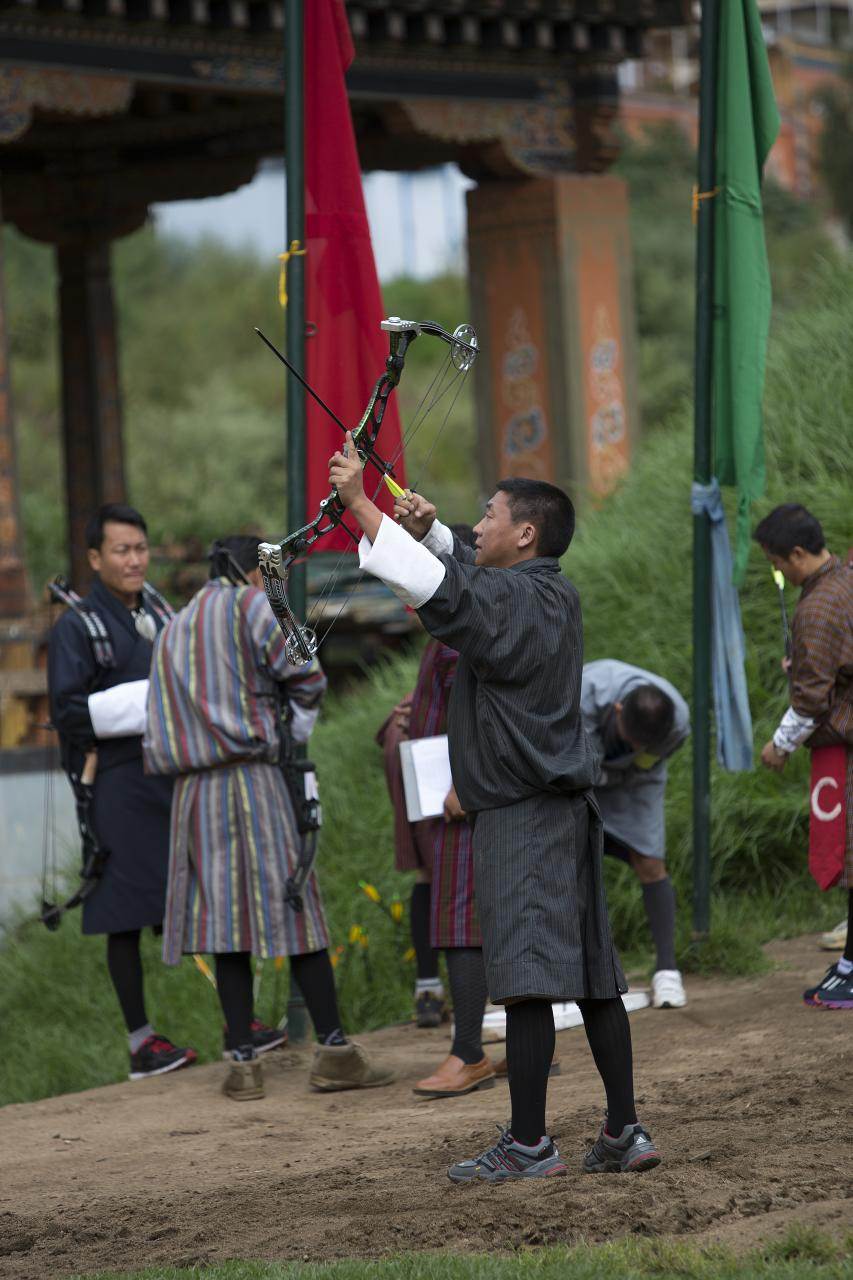
Un hombre practicando tiro con arco en Bután.

El tiro con arco es considerado el deporte nacional y más popular del reino de Bután. Esta actividad recibió dicho estatus oficial en 1971, cuando Bután se convirtió en miembro de las Naciones Unidas. Desde entonces, la popularidad del tiro con arco ha aumentado tanto dentro como fuera del país, en parte mediante promoción gubernamental. De esta manera, también cuenta con un equipo de tiro con arco olímpico. Anteriormente, las competiciones se llevaban a cabo solo a nivel de dzongkhag y gewog, sin embargo, en la actualidad, los torneos y competiciones de tiro con arco se celebran en todo el reino. Es común que se organicen torneos durante fiestas tanto religiosas como seculares.

## Historia
A lo largo de la historia de Bután, el fuego y el tiro con arco fueron un medio importante de supervivencia en las tierras altas durante la guerra y la caza. El arco y la flecha juegan un papel importante en muchos mitos y leyendas del reino; las imágenes de los dioses sosteniendo estos objetos se consideran especialmente favorables. El significado simbólico y religioso del arco y la flecha está asociado con el legendario asesinato del rey tibetano Langdarma en el siglo X. El rey había perseguido al budismo y, por lo que un monje budista, Lhalung Pelgyi Dorje, realizó la danza tsechu para entretenerlo en tanto sacaba un arco y una flecha escondidos en las grandes mangas del traje ceremonial para asesinarlo.
En el siglo XV, se cree que la mayoría de las profecías del lama Drukpa Kunley se originaron en base a su arco y flechas. En la actualidad, estos elementos son una característica obligatoria de cualquier ceremonia religiosa, ritual, festival y día festivo en Bután. El tiro con arco también ha sido típicamente el deporte favorito del rey de Bután, transmitido de generación en generación.

## Competiciones

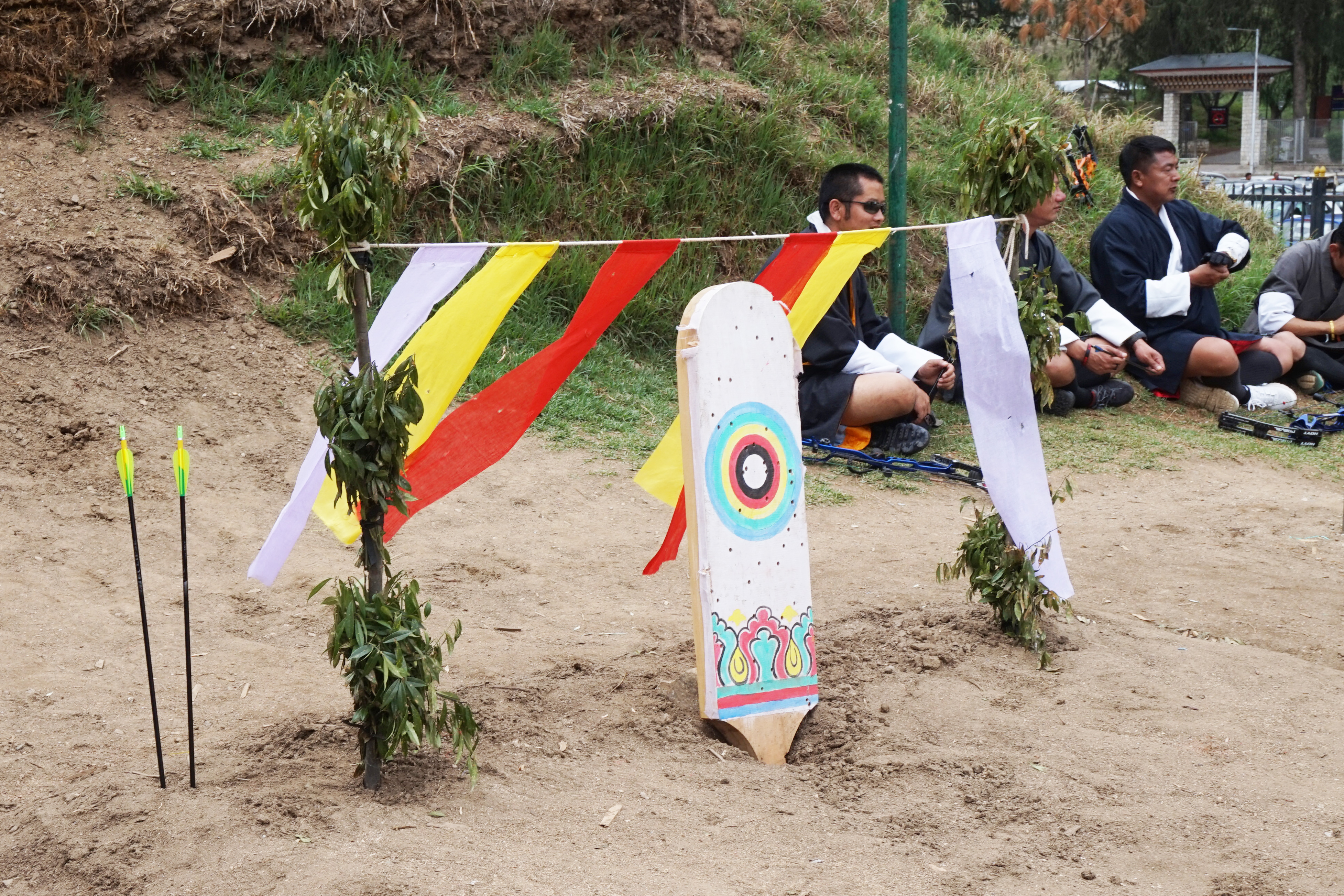
Diana en el estadio Changlimithang.

Cada pueblo tiene un campo para destinado al tiro con arco; el estadio Changlimithang en Timbu es uno de los más prominentes del reino. La competencia más notable en Bután es el llamado torneo de tiro con arco nacional de la coronación y el torneo de Yangphel.

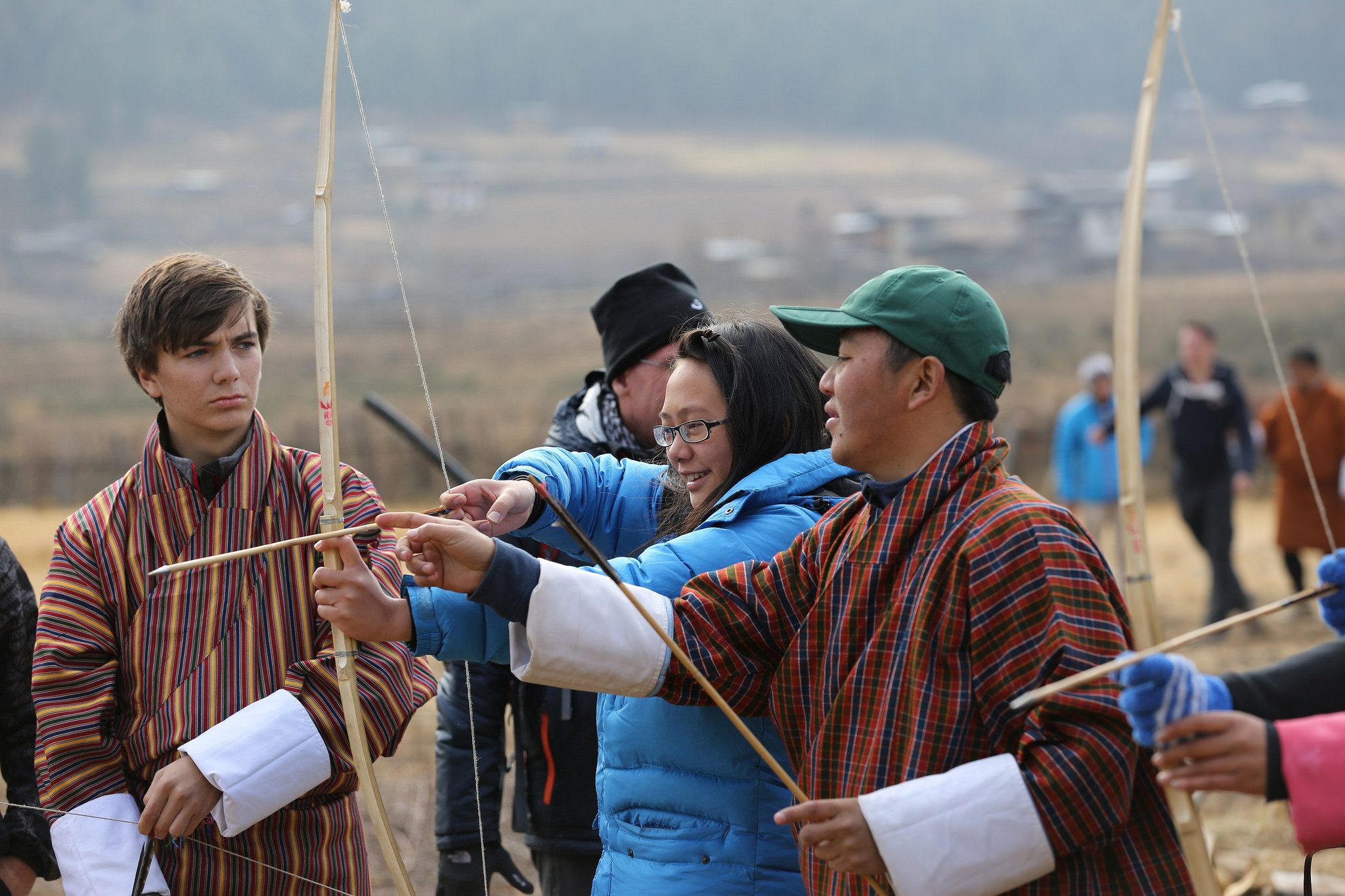
Butaneses con arcos y flechas de bambú.

La distancia al objetivo es de unos 145 metros: estas piezas pequeñas de madera —llamadas karay— pintadas en colores brillantes por lo general miden alrededor de 91 cm de alto y 28 cm de ancho. Tradicionalmente, los arcos butaneses están hechos de bambú y presentan remates de plumas, mientras las flechas son de este mismo material o de caña. Los carcaj pueden ser de madera, con una cubierta de piel de animal y una correa tejida.
Los equipos de tiro con arco de Bután ascienden a 13 jugadores; estos se turnan para disparar dos flechas a la vez, primero en una dirección y luego en la opuesta. El primero en anotar 25 puntos gana, sin embargo, debido a que el sistema de puntuación es complicado, conseguir esto puede llevar mucho tiempo. Por ejemplo, un segundo golpe de un oponente puede invalidar la puntuación del otro jugador. Además, la interacción de la socialización y las festividades le da a las competiciones de tiro con arco de Bután un ritmo más lento. En el pasado, los partidos más tradicionales podían durar hasta un mes, aunque los modernos tienden a durar varios días.
Las competiciones contemporáneas incluyen arcos compuestos, patrocinios corporativos, abundantes ganancias materiales y en efectivo, lesiones y muertes ocasionales. La popularidad del tiro con arco ha suscitado dudas sobre la susceptibilidad del país al dopaje. La creciente popularidad de la disciplina también ha llamado la atención sobre el peligro que conlleva, especialmente para los espectadores, residentes y transeúntes cerca de los campos de tiro.